# Aşağıeyerci, Yerköy
Aşağıeyerci là một xã thuộc huyện Yerköy, tỉnh Yozgat, Thổ Nhĩ Kỳ. Dân số thời điểm năm 2010 là 149 người.